# برنامج تلفزيون

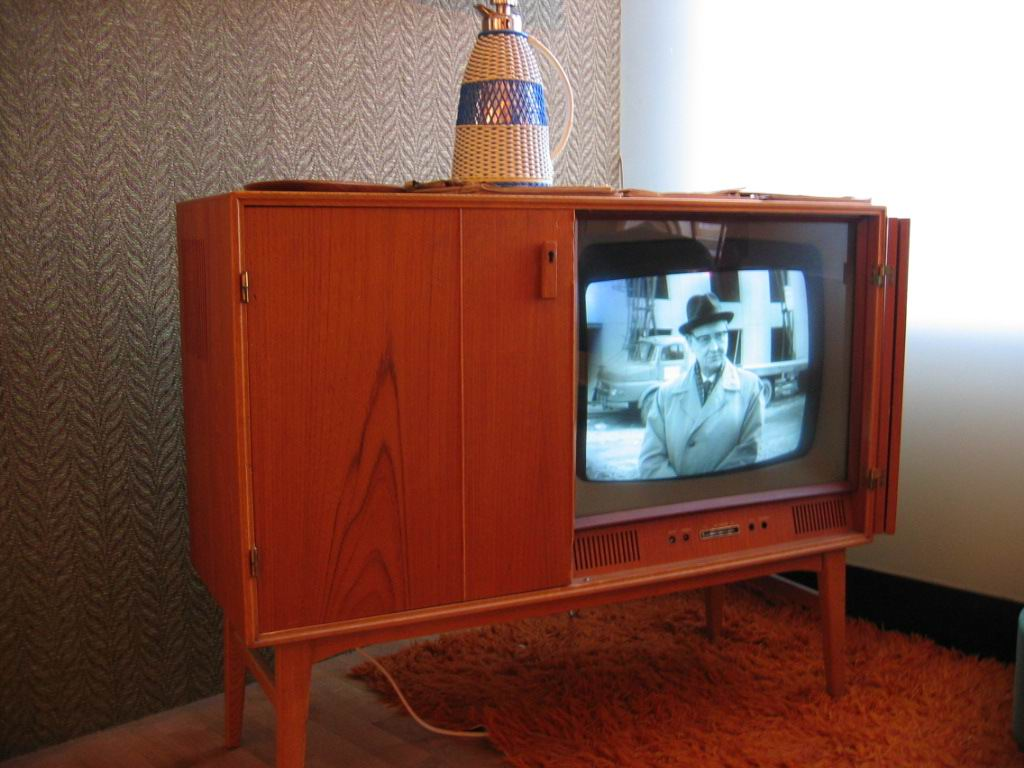

برامج التلفزيون هي العنصر الأساسي الذي تعتمد عليه أي محطة تلفزيون(مرناة) فمجموع البرامج المبثة يعطي محصلة هوية المحطة. وتتنوع هذه البرامج من إخبارية إلى سياسية إلى أفلام تسجيلية إلى برامج منوعات وبرامج ثقافية وأدبية ودينية. وتتجه كل منها للوصول إلى قطاع من المجتمع كالأسرة عموما ثم تضيق زاوية التوجه إلى الفئة العمرية أو الجنس أو المهن. فهي تخدم في مجالات أساسية ثلاث:
- 1. تعليم
- 2. إعلام
- 3. ترفيه

تبث هذه البرامج في الأوقات المناسبة لها، فبرنامج المرأة الموجه لربات البيوت يكون في وقت الضحى عادة أي بعد الانتهاء من الأعمال المنزلية وقبل تحضير وجبة الغذاء، أما برامج الشباب فعلى الأغلب تكون في الفترة المسائية المبكرة لتواجدهم غالبا في المنزل خلال أيام الأسبوع، وتبرمج أفضل البرامج في أوقات ما يسمى بأوقات الذروة وهي الأوقات التي يتواجد أكثر المشاهدين أمام شاشات التلفزيون (المرناة) في بيوتهم. ولذلك تختلف برامج نهاية الأسبوع عن مسارها خلال الأسبوع.
كما يؤثر على مضمون البرامج المناسبات المختلفة كالوطنية والدينية والطارئة. وتختلف معظم برامج التلفزيون أثناء الحروب لتعطي مساحات أكبر للأخبار والتحليلات الميدانية والسياسية.

## خطوات صناعة البرنامج التلفزيوني
تمر عملية صناعة البرنامج التلفزيوني بثلاث مراحل أساسية:
1.مرحلة ما قبل الإنتاج.
2. مرحلة الإنتاج.
3. مرحلة ما بعد الإنتاج.
المرحلة الأولى: مرحلة ما قبل الإنتاج
وهي فترة التحضير، ومعاينة المواقع، وتشمل العناصر الآتية:
1. اختيار الفكرة وتحديدها: وأهم عناصرها أن تكون جديدة، ومبتكرة، جذابة، بسيطة غير معقدة، تلامس الواقع، تراعي قيم المجتمع، تخدم الهدف.
2. الإعداد: وهو يشمل البحث المعلوماتي والميداني، وحصر كافة المستجدات حول الموضوع، والعمل على ابتكار ما هو جديد.
3. إعداد خطة العمل: وتشمل الفكرة الرئيسية، اسم البرنامج، نوعه، القالب الفني، المقدمين، الضيوف، المواضيع، الفقرات، المدة، عدد الحلقات، الجمهور المستهدف، جدول الإنتاج الزمني، الموازنة العامة أو التفصيلية.
4. كتابة السيناريو: وفيه يتم التخيل الكامل لشكل البرنامج بكامل عناصره مكتوباً على الورق، تماماً كأنك تراه على الشاشة، ويشمل النص والصوت والصورة والمؤثر والنقلة والمشهد.
المرحلة الثانية: مرحلة الإنتاج
وهي مرحلة التنفيذ الفعلي وتشمل:
1. إعداد الموقع والديكور وتحديد كوادر التصوير.
2. تخطيط وتصميم وتنفيذ الإضاءة التي تسهم في بناء المشهد البصري، وإثراء لغة البرنامج، وتحقيق أهدافه.
3. تنفيذ عملية التصوير: وهي لغة التلفزيون في التعبير عن الرسالة الإعلامية أو الفنية، وهو الفن الذي يقوم بجذب انتباه المشاهد والسيطرة على حواسه، ويهدف التصوير الناجح المتميز إلى خلق رؤية مؤثرة وجذابة لموضوع التصوير والشيء الذي نصوره، وليس مجرد التعرف عليه أو نقل صورته، لأن قوة البرنامج وإمتاعه وتأثيره لا تأتي مما نصوره بل كيف نصوره.
4. وفي تنفيذ عملية التصوير تبرز مهنية المخرج ولمساته الساحرة في استخدام عناصر اللغة البصرية، للتعبير عن رسالة البرنامج وأهدافه.
- مثال: اختلاف زاوية التصوير:

على سبيل المثال فإن زاوية التقاط الصورة في الكاميرا بارتفاعها وانخفاضها تعطي معاني مختلفة، ومن ذلك مثلاً:
أ. اللقطة ذات الزاوية المنخفضة للشخص تظهره أكثر طولاً وجلالاً وقوة، وتعزز من سيطرته داخل اللقطة.
ب. اللقطة ذات الزاوية المرتفعة، حيث توضع الكاميرا أعلى الشخص المصوّر تظهره أقل من حجمه الطبيعي، وتعطي ظلالاً من ضعف الموقف والهزيمة.
وهكذا في سائر أدوات اللغة البصرية المعبّرة في صناعة التلفزيون.
المرحلة الثالثة: مرحلة ما بعد الإنتاج
وفي هذه المرحلة تجري العمليات الآتية:
1. تفريغ اللقطات المصورة، وفهرستها وتصنيفها والاختيار من بينها.
2. تنفيذ المونتاج، بجمع اللقطات المطلوبة في سياق متتابع حسب السيناريو.
3. تسجيل نص التعليق.
4. تسجيل المؤثرات الصوتية والموسيقى التصويرية.
5. مزج الصوت.
6. استخدام الجرافيك، مثل كتابة أسماء المتحدثين.
7. النسخ.
8. البث.
ويلاحظ أن كل عنصر من هذه العناصر له قواعد فنية وإبداعية خاصة، ولغة أداء مميزة، تصنع الفرق بين مخرج ومخرج، وبرنامج وبرنامج.
```
[
1
]
```

## موسم
عادة ما ينقسم البرنامج التليفزيوني إلى مواسم، حيث يمثل كل موسم بشكل عام، دورة تأخذ عاما من بث حلقات البرنامج.

حيث يحتوي كل موسم مجموعة من الحلقات التي قد تربطها تيمة واحدة

## برنامج التلفزيون (المرناة)
عبارة عن مادة تلفزيونية تبث مسجلة أو حية على الهواء وتشغل مساحة زمنية محددة من ساعات البث التلفزيوني لأية قناة تلفزيونية. عادة ما تكون هذه المادة في إطار البرنامج تحمل اتجاها معينا أو صفة معينة تحقق فيها إحدى أهداف محطة البث.
البرنامج ممكن أن يكون تسجيليا سياسيا، أو وثائقيا أو منوعات أو ديني وموجه لفئة محددة من المشاهدين أو عموم المشاهدين. وعادة ما يكون البرنامج من إنتاج القناة مع إمكانية أن يكون منتجا لصالحها من قبل شركة إنتاج تثق فيها القناة. أو أحيانا تشتري القناة حقوق بث البرنامج ضمن شروط تعاقدية تحدد عدد مرات البث ومدته والقيمة المدفوعة لقاء الحصول على هذه الحقوق إما حصريا أو مشاركة مع قنوات أخرى.

## بعض أعضاء فريق البرنامج التلفزيوني
المذيع: وهو الشخص الذي يقوم بتقديم البرنامج، وإجراء المقابلات خلال الحلقة التلفزيونية، ويجب أن يكون لديه شكل مقبولا، وحدا أدنى من الثقافة، وصوتا بمخارج حروف واضحه، وجيده، وقدره على الحوار.
المعد: الشخص الذي يقوم بكتابة الحلقة، وإعداد المحتوى فيها، وهو يجب ان تكون لديه مهارات عالية في الكتابة، وصاحب أفكار مبتكرة، ومبدعه، وقادر على صياغتها ضمن إطار مناسب للتلفزيون.
المنتج: تختلف التسميات من مكان لأخر بعض القنوات تطلق اسم المنتج على المعد والمقدم الذي يقوم في العادة بإنتاج البرنامج كاملا ومتابعة أموره، وفي مجالات أخرى فإن المنتج هو الذي ينفق على عملية الإنتاج، ويديرها ابتداء من اختيار فكرة للتنفيذ، ومرورا بالتواصل مع فريق العمل، وانتهاء بتسويق البرنامج.
المصور: المصور التلفزيوني هو الشخص الذي يتحكم في كاميرا التصوير، ويقوم بتحريكها، وضبطها وفقا لمتطلبات التصوير، وهو يتلقى تدريبا احترافيا يؤهله للتعامل مع الكاميرا، ولأخذ مشاهد ولقطات جميلة، وضمن ما هو مطلوب منه.
فني الصوت: وفي بعض الإذاعات يطلق عليه مهندس الصوت حتى لو لم يكن حاصلا على شهادة جامعية في هذا المجال وهو الشخص المسؤول عن تسجيل الصوت، والتعامل مع المؤثرات الصوتية، وكل ما يتعلق بها في الإذاعة أو التلفزيون.
المخرج: هو مدير البرنامج النلفزيوني بمعنى الكلمة، والشخص الذي ينفذه كاملا ضمن رؤيته، وتبقى توجيهاته وقراراته هي النافذة في أي عمل. ويكون المخرج مؤهل جامعيا في العادة، وربما حاصل على بعض الدورات، إضافة إلى خبرة من خلال العمل باعتباره مساعدا لمخرج محترف، ويقوم المخرج كذلك بتوجيه المنيتور ليقوم باختيار لقطات معينة، وأثناء تنفيذ البرنامج على الهواء فإنه يقوم أيضا باختيار اللقطات، والمشاهد من مختلف الكاميرات العاملة، وتوجيه العاملين، والتنسيق بينهم فنيا ليكون العمل على أكمل وجه.

## اقرأ أيضًا
- ميكروفون لاسلكي